# 세계생물다양성정보기구

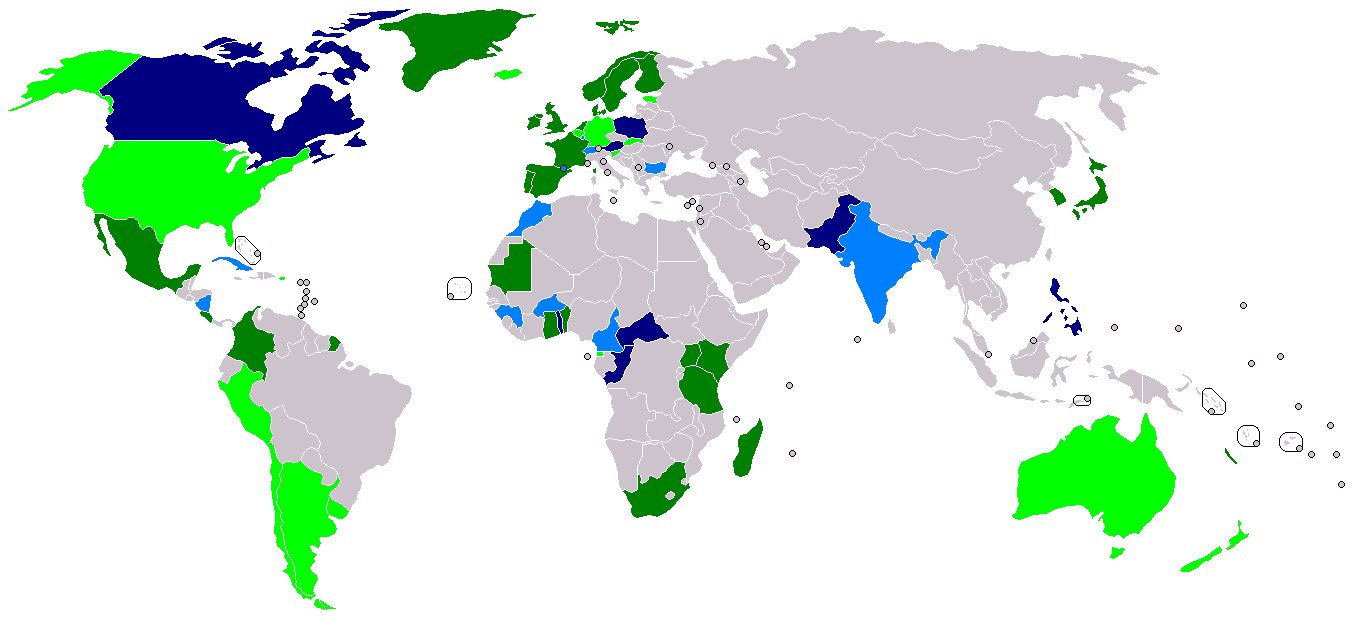
2012 MoU를 체결한 voting member
2012 MoU를 체결하지 않은 voting member
2012 MoU를 체결한 associate member
2012 MoU를 체결하지 않은 associate members

세계생물다양성정보기구(영어: Global Biodiversity Information Facility, GBIF)는 인터넷 웹서비스를 통해서 생물 다양성에 대한 과학적인 자료를 수집하여 정리하는 국제 기구이다. 정보는 세계 각지의 기관으로부터 제공된다. 세계생물다양성정보기구에서는 이 정보들을 하나의 포털을 통해 접근할 수 있도록 한다. 학명 정보와 전 세계의 식물, 동물, 미생물 등에 대한 정보를 주로 다루고 있다.
생물 다양성 자료를 지속가능한 발전을 위해 무료로 자유롭게 접근가능하도록 하도록 하기 위해서, 생물 다양성 자료의 휴대화, 상호운영성과 무결성을 위한 프로토콜과 표준의 개발, 여러 출처로부터 온 정보의 연결 등의 임무를 수행하고 있다.
대한민국은 2001년 회원국으로 가입하였다.